# Circuit intégré 7439
Le circuit intégré 7439 fait partie de la série des circuits intégrés 7400 utilisant la technique TTL.

Ce circuit est composé de quatre portes logiques indépendantes NON-ET possédant chacune une sortie à collecteur ouvert.

Chaque porte possède un buffer.